# Eleições parlamentares europeias de 2004 (Irlanda)
As eleições parlamentares europeias de 2004 na Irlanda, realizadas a 11 de Junho, serviram para eleger os 13 deputados do país para o Parlamento Europeu.

## Resultados Nacionais
| Partido                 | Partido                 | Votos     | %             | +/- | Deputados | +/-     |
| ----------------------- | ----------------------- | --------- | ------------- | --- | --------- | ------- |
|                         | Fianna Fáil             | 524 504   | 29,1 / 100,0  | 9,1 | 4 / 13    | 2       |
|                         | Fine Gael               | 494 412   | 27,8 / 100,0  | 3,2 | 5 / 13    | 1       |
|                         | Sinn Féin               | 197 715   | 11,1 / 100,0  | 4,8 | 1 / 13    | 1       |
|                         | Partido Trabalhista     | 188 132   | 10,5 / 100,0  | 1,8 | 1 / 13    | Estável |
|                         | Partido Verde           | 76 917    | 4,3 / 100,0   | 2,4 | 0 / 13    | 2       |
|                         | Partido Socialista      | 23 218    | 1,3 / 100,0   | 0,5 | 0 / 13    | Estável |
|                         | Independente            | 275 870   | 15,5 / 100,0  | 1,2 | 2 / 13    | Estável |
| Votos inválidos         | Votos inválidos         | 60 567    | 3,3 / 100,0   | 0,1 |           |         |
| Total                   | Total                   | 1 841 335 | 100,0 / 100,0 |     | 13 / 13   | 2       |
| Eleitorado/Participação | Eleitorado/Participação | 3 119 484 | 59,0 / 100,0  | 8,8 |           |         |